# Grande Casse
Grande Casse – szczyt w Alpach Graickich, części Alp Zachodnich. Leży we wschodniej Francji w regionie Owernia-Rodan-Alpy. Należy do masywu Vanoise, którego jest najwyższym szczytem. Szczyt można zdobyć ze schroniska Refuge Félix Faure (2516 m).
Pierwszego wejścia dokonali William Mathews, Michel Croz i E. Favre 8 sierpnia 1860 r.